# پگی زینا
کالیوپی زینا (زاده ۸ مارس ۱۹۷۵)، که با نام هنری و حرفه‌ای پگی زینا شناخته می‌شود، یک خواننده یونانی است.
پگی زینا نخستین فعالیت خوانندگی خود را در سال ۱۹۹۵ و با ارائه آلبومی با عنوان خود او (آلبوم پگی زینا) آغاز نمود. وی تاکنون تعداد ده آلبوم استودیویی منتشر کرده‌است و جزو شاخصترین و محبوبترین هنرمندان در صنعت موسیقی یونانی شناخته می‌شود. در تاریخ ۱۴ مارس سال ۲۰۱۰ و در طی رتبه بندی انجام شده در تلویزیون آلفا، پگی زینا در میان تمامی هنرمندان محبوب زن که در سرتاسر دوران ضبط موسیقی در کشورش حضور داشته‌اند، (یعنی از سال ۱۹۶۰ تاکنون)، رتبه ۲۴ را بدست آورد. وی در مجموع بالغ بر نه عدد (پنج تا در دوره زمانی حاضر) ترانه ضبط شده با نشان برنز و دو ضبط طلایی داشته‌است.
از معروفترین آثار او، ترانه Ena به معنای یگانه می باشد، که در آلبومی به همین نام انتشار یافته است.